# Burra katha

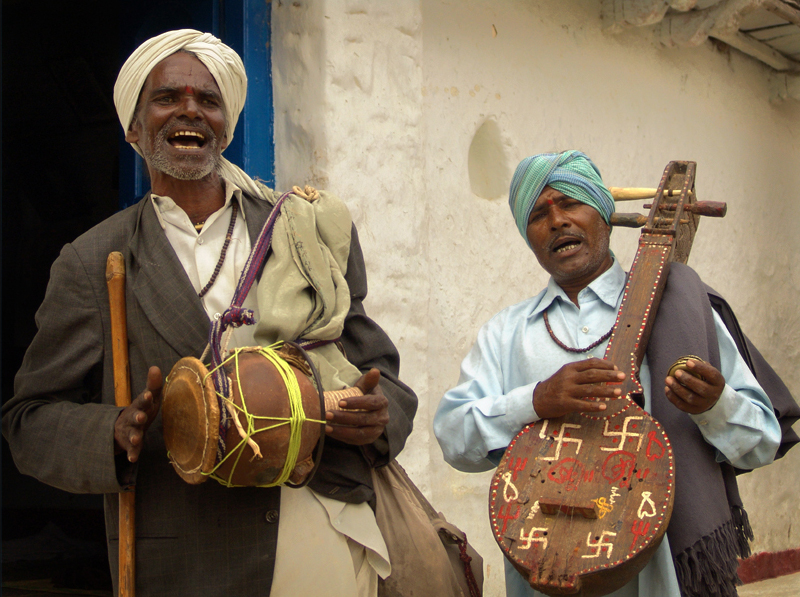
Anciens artistes folkloriques du Jangam.

Le Burra katha ou Burrakatha est une  technique de récit oral dans la tradition du Jangam Katha (en), pratiquée dans les villages de l'Andhra Pradesh et du Telangana. 
La troupe se compose d'un interprète principal et de deux co-interprètes. Il s'agit d'un divertissement narratif qui comprend des prières, des pièces de théâtre en solo, de la danse, des chansons, des poèmes et des blagues. Le thème abordé est soit une histoire mythologique hindoue (Jangam Katha), soit un problème social contemporain. Cette forme d'art est devenue populaire lors de la révolte du Telangana au début des années 1930-1950.